# Lotorps manskör
Lotorps manskör var en blandad kör i Lotorp, Risinge, Finspång som bildades senast 1926. Kören upplöstes 1990. 1941 blev Martin Andersson ordförande för kören.